# 科里特納河
科里特納河（烏克蘭語：Коритна），是烏克蘭的河流，位於該國西南部，屬於魯薩瓦河的右支流，發源自卡林卡以北，流經文尼察州，河道全長30公里，流域面積252平方公里。